# Dani Baijens
Dani Baijens (Rotterdam, 5 de mayo de 1998) es un jugador de balonmano neerlandés que juega de central en el Paris Saint-Germain. Es internacional con la selección de balonmano de los Países Bajos.
Su primer gran campeonato con la selección fue el Campeonato Europeo de Balonmano Masculino de 2020.

## Palmarés

### Flensburg-Handewitt
- Liga de Alemania de balonmano (1): 2018

## Clubes
| Club                   | País         | Año         |
| ---------------------- | ------------ | ----------- |
| HV KRAS/Volendam       | Países Bajos | 2015 - 2017 |
| SG Flensburg-Handewitt | Alemania     | 2017 - 2018 |
| TBV Lemgo              | Alemania     | 2018 - 2021 |
| ASV Hamm-Westfalen     | Alemania     | 2021 - 2022 |
| HSV Hamburg            | Alemania     | 2022 - 2024 |
| Paris Saint-Germain    | Francia      | 2024 - Act. |